# Leontyn
Leontyn – imię męskie pochodzenia łacińskiego. Wywodzi się od słowa Leo oznaczającego lwa. Nosiło je kilku świętych wczesnego kościoła katolickiego: św. Leontyn z Bragi, św. Leontyn z Saintes, św. Leontyn (męczennik za Dioklecjana) i św. Leontyn z Cezarei.
Żeński odpowiednik: Leontyna